# Lockheed Little Dipper
Le Lockheed Little Dipper (aussi connu sous le nom d'Air Trooper) était un prototype de monoplan monoplace ultraléger conçu par Lockheed dans les années 1940.

## Historique
En 1943 John W Thorp travaillait sur le projet Lockheed Air Trooper (Lockheed Model 33), un monoplan monoplace ultraléger entièrement métallique à train d'atterrissage tricycle fixe. Destine à servir d’engin de liaison volant aux troupes de l’US Army sur le point de débarquer en Europe continentale.
Véritable moto volante, cet appareil devait être facilement démontable pour faciliter le transport terrestre ou le parachutage, et facile à piloter. Deux prototypes furent mis en chantier. Le premier exemplaire [NX18935] effectua son premier vol en août 1944, piloté par Bud Martin.
Cependant, les besoins de l’US Army avaient changé entre-temps, et l’évolution du conflit pouvait laisser penser à une issue rapide. Lockheed envisageait un développement civil sur le marché de l’après-guerre, et l’Air Trooper fut rebaptisé Lockheed Little Dipper. Le moteur Franklin 2AC-99 de 50 ch fut remplacé par un Continental A-40 de 40 ch, mais le marché ne se concrétisa pas et les prototypes furent passés au pilon, le second n’étant même pas achevé.
John W Thorp se servira de l’étude réalisée sur ce monoplace pour développer le Thorp T-11 Sky Skooter.